# Viña Haras de Pirque
Haras de Pirque es una viña y bodega, así como una compañía de cría deportiva de caballos, fundada en Pirque, valle del Maipo, originalmente como haras, por un inversionista norteamericano en 1892, y posteriormente convertida también en viña, en 1991, tras su adquisición por el empresario chileno Eduardo Matte Rozas. Desde 2017 la propiedad de la empresa está a cargo de la familia italiana Marchesi Antinori, dueña de Viña Antinori, con tradición vitivinícola desde 1385; esto debido a que desde 2003 la firma italiana venía involucrándose en distintas etapas del proceso de producción y comercialización de Haras de Pirque, hasta cubrir la totalidad de sus procesos, y finalmente tomar control de la misma.
En 2008 la viña contaba con 135 hectáreas de vid cultivadas, y 540.000 litros de vino vendido anualmente (60.000 cajones de vino por año), de los cuales el 95% se tranzaba en el exterior, en 31 países. Las principales variedades de uva cultivadas son Cabernet Sauvignon, Cabernet Franc, Syrah, Carmenère y Chardonnay. Respecto a la cría deportiva de equinos, la compañía destaca por haber criado a Hussonet, considerado uno de los mejores potros de la historia de Chile, el que fue tranzado en más de un millón de dólares en los primeros lustros del siglo XXI, y que produjo toda una generación de caballos fina sangre por descendencia.
En un sentido turístico, la viña forma parte de la ruta del Vino del Valle del Maipo, una ruta del vino perteneciente a la región vitícola del Valle Central.

## Arquitectura
En la búsqueda de mantener una conexión con el uso fundacional de la hacienda, el diseño de la bodega evoca, cual metáfora arquitectónica, a las herraduras de los caballos. Al estar la estructura dispuesta en un relieve sutilmente inclinado, los volúmenes de la bodega descienden gradualmente, en sincronía con la pendiente. Esta disposición tiene, además, un propósito funcional: favorece una vinificación de tipo gravitacional. El arquitecto encargado de esta obra fue Jaime Burgos. La viña cuenta además con un restaurante en sus dependencias, llamado restaurante Hussonet.